# یواس‌اس مانتا (اس‌اس-۲۹۹)
یواس‌اس مانتا (اس‌اس-۲۹۹) (به انگلیسی: USS Manta (SS-299)) یک زیردریایی بود که طول آن ۳۱۱ فوت ۶ اینچ (۹۴٫۹۵ متر) بود. این زیردریایی در سال ۱۹۴۳ ساخته شد.